# 陶嘉璋
陶嘉璋，山東都司济南卫官籍。明朝政治人物、進士出身。

## 生平
万历十六年（1588年）戊子科舉人，十七年（1589年）己丑成进士，歴任阳曲县知县，擢户部主事，升郎中，出为懷慶府知府，三十六年八月升河南睢陈兵备副使。